# Ludmiła Rogaczowa
Ludmiła Wasiljewna Rogaczowa (ros. Людмила Васильевна Рогачёва; ur. 30 października 1966 w Ładowskiej Bałce w Kraju Stawropolskim) – rosyjska lekkoatletka reprezentująca również Związek Radziecki oraz Wspólnotę Niepodległych Państw, specjalizująca się w biegach średniodystansowych, trzykrotna uczestniczka igrzysk olimpijskich w latach 1992, 1996 i 2000, srebrna medalistka olimpijska z 1992 r. z Barcelony, w biegu na 1500 metrów.

## Finały olimpijskie
- 1992  – Barcelona, bieg na 1500 m – srebrny medal

## Inne osiągnięcia
- mistrzyni Związku Radzieckiego w biegu na 800 m – 1992
- mistrzyni Związku Radzieckiego w biegu na 1500 m – 1990[1]
- halowa mistrzyni Związku Radzieckiego w biegu na 1500 m – 1991[2]
- mistrzyni Rosji w biegu na 1500 m – 1993, 1994, 1999, 2000[3]
- 1989 – Duisburg, uniwersjada – brązowy medal w biegu na 1500 m
- 1990 – Split, mistrzostwa Europy – IV miejsce w biegu na 1500 m
- 1991 – Sewilla, halowe mistrzostwa świata – złoty medal w biegu na 1500 m
- 1991 – Tokio, mistrzostwa świata – brązowy medal w biegu na 1500 m
- 1991 – Barcelona, Finał Grand Prix IAAF – trzecie miejsce w biegu na milę[4]
- 1992 – Turyn, Finał Grand Prix IAAF – pierwsze miejscu zarówno w finałowym biegu na 1500 metrów jak i w klasyfikacji generalnej na tym dystansie[4]
- 1994 – Paryż, halowe mistrzostwa Europy – srebrny medal w biegu na 1500 m
- 1994 – Helsinki, mistrzostwa Europy – dwa medale: złoty w biegu na 1500 m oraz brązowy w biegu na 800 m
- 1994 – Sankt Petersburg, Igrzyska Dobrej Woli – dwa medale: srebrny w biegu na 800 m oraz brązowy w biegu na 1500 m[5]

## Rekordy życiowe
- bieg na 800 m – 1:56,82 – Parnu 13/07/1988
- bieg na 1000 m – 2:33,96 – Villeneuve-d’Ascq 02/07/1993
- bieg na 1500 m – 3:56,91 – Barcelona 08/08/1992
- bieg na milę – 4:21,30 – Lozanna 08/07/1992
- bieg na 1500 m (hala) – 4:02,3 – Moskwa 14/02/1990